# 五角錐数
五角錐数（ごかくすいすう、英:pentagonal pyramidal number）は、五角形を底とするピラミッド状に配置された物体の数として表される図形数である。n番目の五角錐数は、1番目からn番目までの五角数の和に等しい。
最初のいくつかの五角錐数を以下に挙げる。
1, 6, 18, 40, 75, 126, 196, 288, 405, 550, 726, 936, 1183, 1470, 1800, 2176, 2601, 3078, 3610, 4200, 4851, 5566, 6348, 7200, 8125, 9126 （オンライン整数列大辞典の数列 A002411）
n番目の五角錐数を表す式は
{\displaystyle {\frac {n^{2}(n+1)}{2}}}
である。それゆえに、n番目の五角錐数は、n2とn3の相加平均に等しい。n番目の五角錐数は、n番目の三角数のn倍にもまた等しい。
五角錐数の母関数は
{\displaystyle {\frac {x(2x+1)}{(x-1)^{4}}}}
である。